# Pierce County (Nebraska)
Pierce County is een county in de Amerikaanse staat Nebraska.
De county heeft een landoppervlakte van 1.486 km² en telt 7.857 inwoners (volkstelling 2000). De hoofdplaats is Pierce.

## Bevolkingsontwikkeling

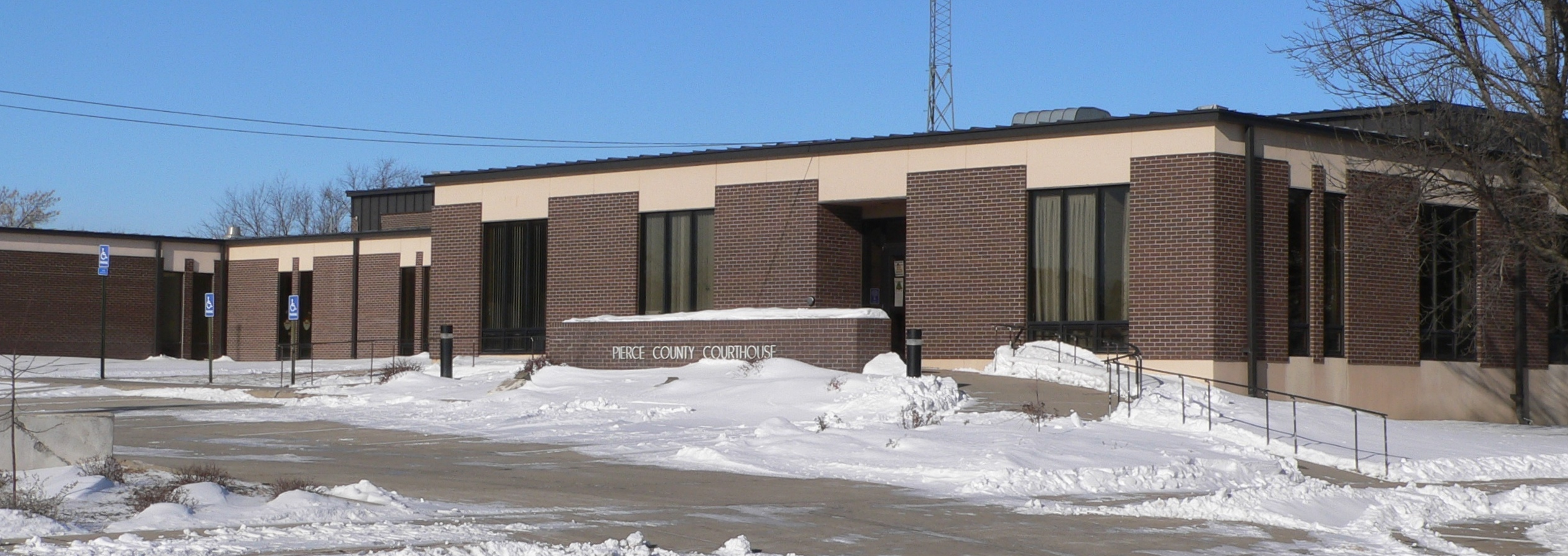
Pierce County Courthouse